# Giancarlo Peña
Giancarlo Antonio Peña Herrera (Lima, Perú, 21 de agosto de 1992) es un futbolista peruano y su equipo actual es Deportivo Coopsol de la Liga 2 de Perú.

## Trayectoria
Giancarlo Antonio Peña Herrera es un futbolista peruano, hizo divisiones menores en el Club Sporting Cristal, fue convocado a la preselección sub-17 bajo la dirección técnica del Dt Juan José Oré.
Fue promovido al primer equipo rimense en el año 2010, debutando profesionalmente ante Cienciano en el Cusco bajo la dirección técnica de Víctor Rivera cuyo encuentro quedó empatado 3 a 3 dejando una grata impresión en su debut. Tras sus buenas actuaciones en el Club Sporting Cristal fue convocado a la selección peruana sub-20 a cargo del entrenador uruguayo Gustavo Ferrín.
Cabe recalcar que ante sus buenas actuaciones en los amistosos internacionales con la selección sub-20 fue invitado a la selección de mayores por el entrenador Sergio Markarián a tres microciclos. Ese mismo año jugó la Copa Libertadores Sub-20 que se desarrolló en Lima Perú aportando su experiencia enfrentando a equipos como Boca Juniors (Argentina) Cerro Porteño (Paraguay) Atlético Mineiro (Brasil). Fue Campeón Nacional en la primera división del fútbol peruano con el Club Sporting Cristal en el año 2012 bajo la dirección técnica de Roberto Mosquera.
Luego se dio su transferencia al Club Deportivo Social y Cultural Alianza Universidad de Huánuco en el año 2013, tras un año en el cuadro Huanuqueño en el 2014 llegó al club Fuerza Minera como refuerzo para la etapa nacional llegando hasta la final de la Copa Perú.
En el año 2015 tras sus buenas actuaciones fue contratado por el club Club Universidad Técnica de Cajamarca, el año 2016 jugó por el club Club Deportivo Unión Comercio de la primera división del fútbol Peruano.

El 2017 ficha por el Serrato Pacasmayo, luego de obtener buenos partidos firma por la Universidad César Vallejo a mediados de año, equipo norteño que peleaba por el título, hizo pareja con del defensor central con Leandro Fleitas. A mediados del 2019 llegaría al Carlos A. Mannucci.

## Clubes
| Club                      | País | Año         |
| ------------------------- | ---- | ----------- |
| Sporting Cristal          | Perú | 2010 - 2012 |
| Alianza Universidad       | Perú | 2013        |
| Unión Fuerza Minera       | Perú | 2014        |
| UTC                       | Perú | 2015        |
| Unión Comercio            | Perú | 2016        |
| Serrato Pacasmayo         | Perú | 2017        |
| Universidad César Vallejo | Perú | 2017 - 2019 |
| Carlos A. Mannucci        | Perú | 2019 - 2020 |
| Carlos Stein              | Perú | 2021        |
| Sport Huancayo            | Perú | 2021 - 2022 |
| Deportivo Coopsol         | Perú | 2023        |
| Alianza Universidad       | Perú | 2024        |
| Deportivo Llacuabamba     | Perú | 2024        |
| Deportivo Coopsol         | Perú | 2025        |

## Palmarés

### Campeonatos nacionales
| Título                    | Club             | País | Año  |
| ------------------------- | ---------------- | ---- | ---- |
| Primera División del Perú | Sporting Cristal | Perú | 2012 |
| Segunda División del Perú | César Vallejo    | Perú | 2018 |